# فيليب نيلسون
فيليب نيلسون (بالإنجليزية: Philip Nelson)‏ هو شخصية أعمال وسياسي أمريكي، ولد في 1 سبتمبر 1891 في الولايات المتحدة. حزبياً، نشط في الحزب الجمهوري. وقد انتخب عضو جمعية ولاية ويسكونسن وانتخب عضو مجلس ولاية ويسكونسن.